# Престон (округ Тремполо, Вісконсин)
Престон (англ. Preston) — місто (англ. town) в США, в окрузі Тремполо штату Вісконсин. Населення — 942 особи (2020).

## Демографія
Згідно з переписом 2010 року, у місті мешкали 953 особи в 342 домогосподарствах у складі 265 родин. Було 400 помешкань
Расовий склад населення:
| - 98,6 % — білих - 0,2 % — азіатів - 0,1 % — корінних американців - 0,1 % — чорних або афроамериканців |

До двох чи більше рас належало 0,2 %. Частка іспаномовних становила 1,9 % від усіх жителів.
За віковим діапазоном населення розподілялося таким чином: 27,1 % — особи молодші 18 років, 57,2 % — особи у віці 18—64 років, 15,7 % — особи у віці 65 років та старші. Медіана віку мешканця становила 40,9 року. На 100 осіб жіночої статі у місті припадало 114,6 чоловіків;  на 100 жінок у віці від 18 років та старших — 111,2 чоловіків також старших 18 років.
Середній дохід на одне домашнє господарство  становив 68 316 доларів США (медіана — 54 375), а середній дохід на одну сім'ю — 72 714 долари (медіана — 59 107). Медіана доходів становила 39 375 доларів для чоловіків та 33 611 долар для жінок. За межею бідності перебувало 12,1 % осіб, у тому числі 20,0 % дітей у віці до 18 років та 12,4 % осіб у віці 65 років та старших.
Цивільне працевлаштоване населення становило 348 осіб. Основні галузі зайнятості: виробництво — 22,4 %, сільське господарство, лісництво, риболовля — 19,5 %, освіта, охорона здоров'я та соціальна допомога — 15,8 %.